# 고철질

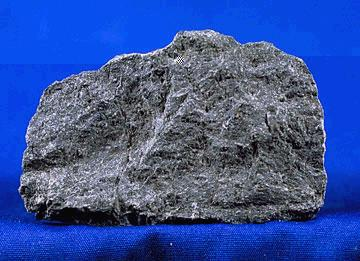
현무암

고철질(苦鐵質, mafic)은 지질학에서 마그네슘과 철이 풍부한 조암광물로 이루어진 암석이다.
고철질은 규산염 광물 또는 마그네슘과 철이 풍부한 화성암이다. 대부분의 고철질 광물은 색상이 어둡고 일반적인 고철질 광물에는 감람석, 휘석, 각섬석 및 흑운모가 포함된다. 일반적인 고철질 암석에는 현무암, 휘록암 및 반려암이 포함된다. 고철질에는 종종 칼슘이 풍부한 사장석 종류가 포함되어 있다. 고철질 성분은 또한 철고토질로 설명될 수 있다.

## 같이 보기
- QAPF 도표
- 광물 목록
- 암석 목록
- 보언의 반응 계열